# Fumana ericoides
Fumana ericoides är en solvändeväxtart. Fumana ericoides ingår i släktet barrsolvändor, och familjen solvändeväxter.

## Underarter
Arten delas in i följande underarter:
- F. e. ericoides
- F. e. montana
- F. e. scoparia

## Bildgalleri

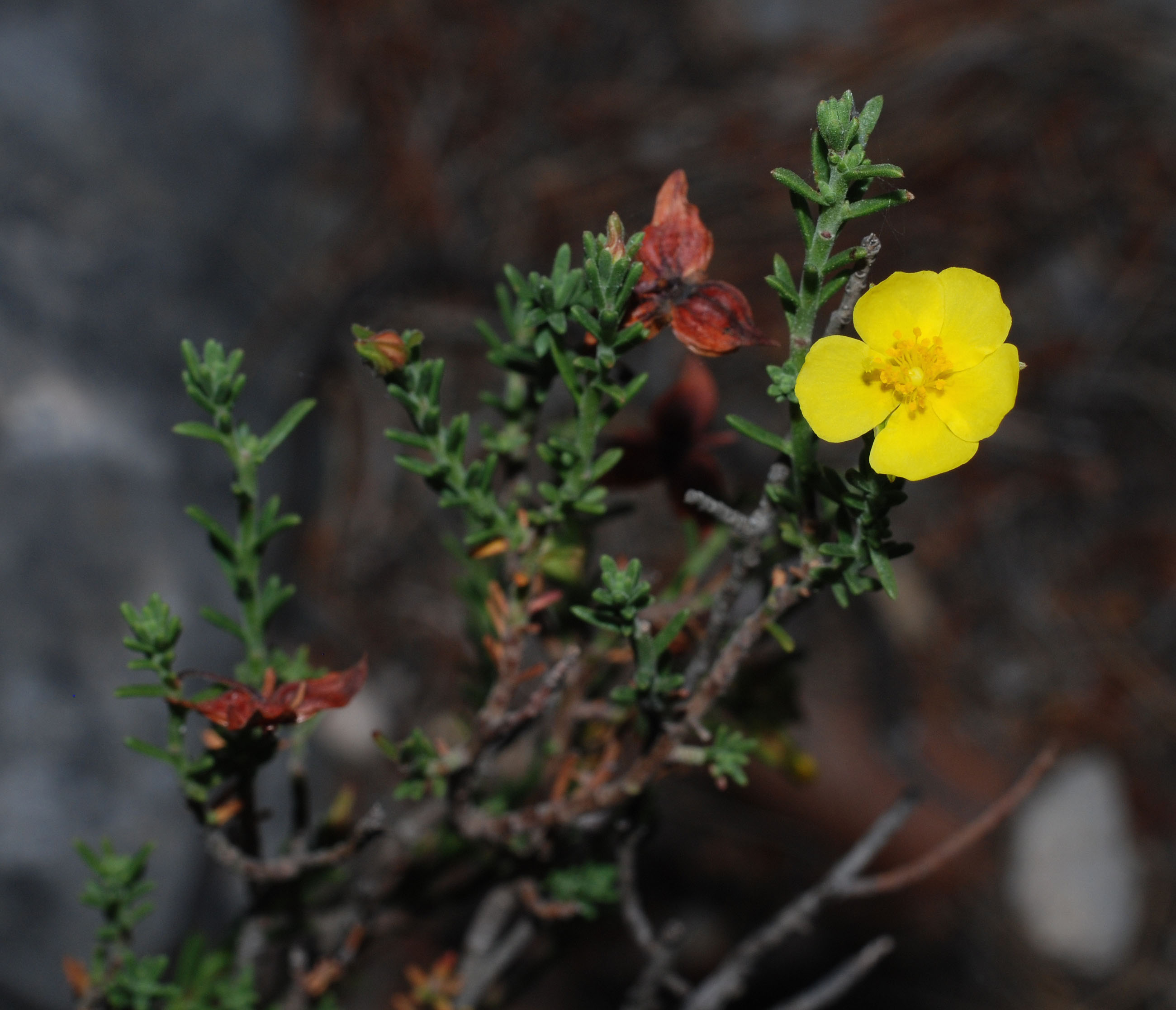
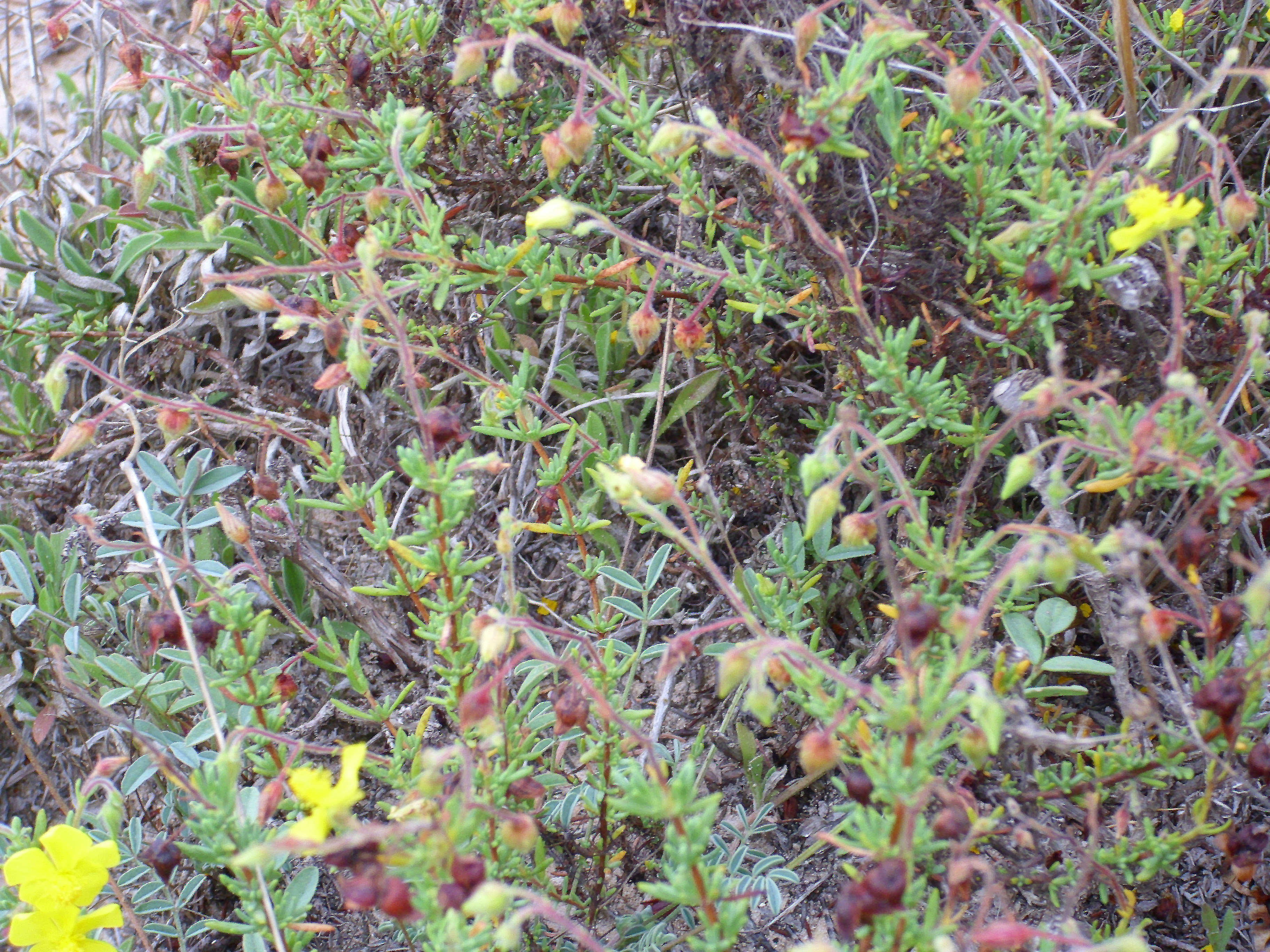